# 一乗寺 (高槻市)
一乗寺（いちじょうじ）は大阪府高槻市梶原二丁目（かじはら）にある日蓮宗の仏教寺院。山号は昌林山。本尊は題目宝塔、釈迦多宝二仏。旧本山は、京都本法寺。親師法縁。

## 歴史
詳しい創建年月は不詳だが、元々は千観が草創し、当初は金仙寺と称して真言宗に属する寺院であったが、その後は荒廃し、毘沙門天2体を残すだけの無住寺となっていた。応永34年（1427年）に宇野氏・西村氏という地元の住人が、京都の一条戻り橋の袂で辻説法をしていた日親上人の話を聞き感激し、日親上人に請い建立されたと伝えられている。そのときに寺名も一乗寺と改称したという。
寛永年間（1624 – 1643年）に堂宇を焼失したが、慶安3年（1650年）に徳川頼宣の生母・養珠院の寄進により、本堂・庫裏・開山堂などの諸堂が再建された。また、頼宣の息女松姫の病気平癒祈願に、1万石の寺領を寄進されるなど歴代紀州徳川家の崇敬が厚かったと伝えられている。現在の本堂は平成10年に再建されたもので、その他にも山門や開山堂等が再建されている。

## その他

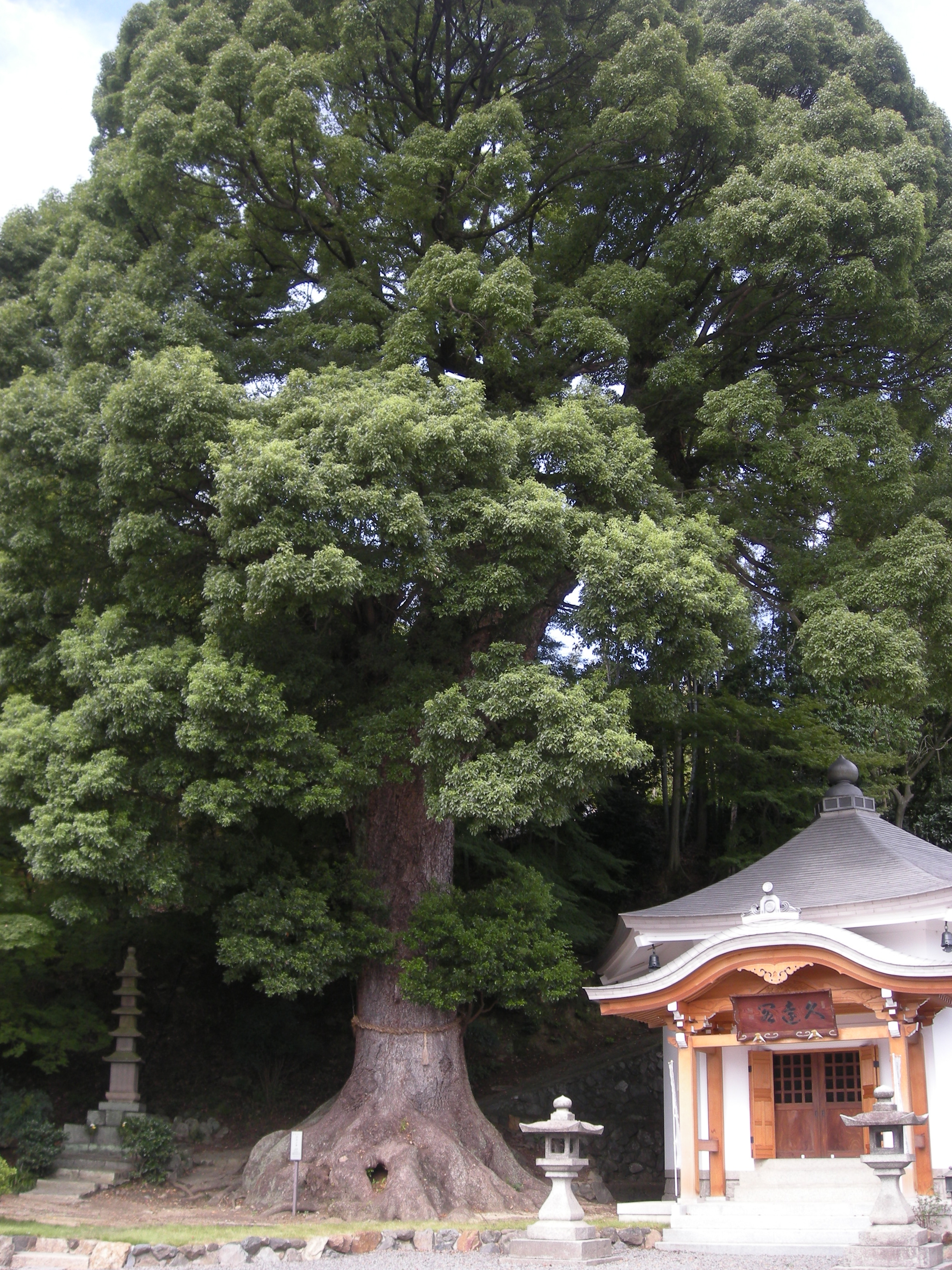
クスノキ

- 境内にある開山堂の横には、「弁慶の駒つなぎ」と言われ、弁慶が馬をつないだという伝説のあるクスノキの大木がある。高さが29m、樹齢は約800年、市の保護樹木にも指定されている。

## 旧末寺
日蓮宗は昭和16年に本末を解体したため、現在では、旧本山、旧末寺と呼びならわしている。
- 昌験山報恩寺（加西市玉丘町）

## 所在地・交通アクセス
- 〒569-0091　大阪府高槻市梶原2-9-12
- JR高槻駅南口または、阪急高槻市駅6番から、高槻市営バス「梶原東」行き、「梶原東」バス停下車、徒歩2分。